# Александровка (Мелекеський район)
Александровка (рос. Александровка) — село в Мелекеському районі Ульяновської області Російської Федерації.
Населення становить 812 осіб. Входить до складу муніципального утворення Рязановське сільське поселення.

## Історія
Від 2004 року входить до складу муніципального утворення Рязановське сільське поселення.

## Населення
| 2010 |
| ---- |
| 812  |